# Cherry Pop
«Cherry Pop» es una canción grabada por la cantante rumana Alexandra Stan para su segundo álbum de estudio Unlocked (2014). Fue lanzada para su descarga digital el 28 de mayo de 2015 a través de Roton como el segundo sencillo del disco. La pista fue escrita por Stan, Lukas Hällgren y Erik Lidbom, mientras que la producción fue manejada por los dos últimos. «Cherry pop» fue grabada en Bucarest, Rumania en los estudios Fonogram, mientras que la ingeniería de audio adicional fue hecha en los estudios de Lidbom, Hitfire Production.
Musicalmente, «Cherry Pop» es una canción J-pop, influenciada por la música house y eurodance, con un desglose de dubstep. Un video musical para la pista fue subido al canal oficial de Stan en YouTube el 28 de mayo de 2015; Khaled Mokhtar se desempeñó como el director del videoclip y el director de fotografía. Fue filmado en Buftea, Rumania, y presenta a Stan y sus bailarines interpretando una coreografía diseñada por el coreógrafo Emil Rengle. El sencillo alcanzó la posición número 64 en la lista Japan Hot 100 y se convirtió en el ringtone más buscado en el sitio web digital japonés, Recochoku.

## Antecedentes y composición
«Cherry Pop» fue escrita por Stan, Lukas Hällgren y Erik Lidbom, mientras que la producción fue manejada por Hällgren y Lidbom. Fue grabada en los estudios Fonogram ubicado en Bucarest, Rumania, mientras que su ingeniería de audio y mezcla fueron hechas en el estudio de Lidbom, Hitfire Production en Upsala, Suecia. La cantante trabajó previamente en la pista durante el FonoCamp 2013, el primer campamento de composición internacional en Azuga. Otros cantantes rumanos e internacionales la acompañaron durante las dos semanas del evento; entre ellos se encuentran Delia Matache, Mohombi, Smiley y Deepcentral.
La propia Stan describió a «Cherry Pop» como una canción J-pop, argumentando que si bien no estaba familiarizada con el género: «se ajusta a mi estilo, encuentro que la música J-pop es muy enérgica, tiene un ambiente tan positivo». También señaló influencias de eurodance. Un administrador de IasiFun elogió la pista por tener influencias de la música house, mientras describía su instrumentación como «eléctrica» y «vibrante». Anthony Easton, quien escribió para The Singles Jukebox, etiquetó la canción como «pop de lujo», mientras que Ian Mew, otro editor del sitio web, la comparó con «Bubble Pop!» de la cantante surcoreana Hyuna. Según Popdust, «Cherry Pop» contiene un desglose de dubstep. La idea principal de la canción se basó en el primer beso de Stan que, según la cantante, «sabía a caramelo».

## Recepción

### Crítica
Tras su lanzamiento, «Cherry Pop» ha recibido reseñas variadas por parte de los críticos de música. The Singles Jukebox le otorgó a la canción un puntaje de 5/10; uno de sus editores, Andy Hutchins, confesó que «un mejor título para la canción podría haber sido 'Dr Pepper'». El sitio web Popdust describió la canción como «anticuada», pero a la vez «divertida» y «pegadiza». Hitfire elogió el coro de la pista por ser «contagioso» y «genérico». Continuó diciendo que «Cherry Pop» «no alcanza los estándares de sus canciones previas, 'Mr. Saxobeat', 'Get Back (ASAP)' y 'Lemonade'». El sitio web de música Pop Shock etiquetó al sencillo como una «pista cultivada», mientras que Robin Catling de Everything Express criticó a «Cherry Pop» por ser «irritante». También señaló que «el verso se arruina por un coro terrible y una calidad realmente desagradable». El sitio web Addictivoz elogió su álbum Unlocked, mencionando además que la canción es «irónica».

### Comercial
Según el sitio digital japonés, Recochoku, «Cherry Pop» fue el ringtone más buscado a solo dos horas de haber sido lanzado. Stan recibió las noticias sobre el éxito de «Cherry Pop» en Japón cuando estaba de gira en Turquía. Los organizadores del evento mostraron la frase «Felicitaciones, Alexandra Stan, eres la número 1!» en la pantalla principal. La canción ingresó en la lista Japan Hot 100 en el número 64 el 5 de julio de 2014. Posteriormente, abandonó el ranking después de solo una semana. «Cherry Pop» también alcanzó el número 82 en la lista Airplay 100 de Rumania, y el número dos en el ranking Number One Top 20 de Turquía el 6 de septiembre de 2014.

## Video musical
Un video musical de acompañamiento para «Cherry Pop» fue subido al canal oficial de Stan en YouTube el 28 de mayo de 2014, donde ha superado las 5 millones de vistas. El videoclip fue filmado por Khaled Mokhtar en Buftea, Rumania en un escenario construido especialmente para el proyecto. La coreografía fue diseñada por el coreógrafo rumano Emil Rengle, mientras que Andra Moga se encargó de diseñar los ocho trajes «brillantes y glamorosos» usados para el video. La propia Stan describió el video como un «punto de vista retro y futurista».
El video empieza con Stan y algunos de sus bailarines de respaldo presentándose en una sala blanca oscura. Posteriormente, la habitación se ilumina y se ve a la cantante usando gafas de sol transparentes, una banda de sudor blanca y una chaqueta plateada. Después de esto, le quita la raqueta de tenis a uno de sus bailarines de fondo y la sostiene frente a su cara antes de devolverla a un bailarín cercano. A continuación, Stan interpreta el primer verso de la canción, mientras que dos artistas femeninas sostienen un secador de pelo en sus manos. Para el estribillo, la artista y otras diez bailarinas de fondo realizan bailes sincronizados, con pelucas y vistiendo ropa blanca con accesorios rojos. Después de esto, Stan se presenta de pie sobre una placa amarilla que se mantiene en el aire por dos soportes. Ella lleva un leotardo de plata y una peluca multicolor. A continuación, se muestra a Stan entrando a un campo de tenis, donde juega un partido contra sí misma. Para el desglose de «Cherry Pop», el video se introduce en una sala de luz oscura. Allí, se presentan sus bailarines de fondo mostrados al principio; continúa con Stan bailando acompañada por sus bailarines. El videoclip finalmente termina con una pelota de tenis rosa cayendo del techo, mientras que la pantalla se vuelve negra.

## Presentaciones en vivo
El 12 de diciembre de 2014, Stan interpretó un popurrí de «Cherry Pop» y «Vanilla Chocolat» durante un episodio del show de talentos rumano Vocea României. Poco después, un miembro del jurado Tudor Chirila expresó que estaba muy decepcionado por la presentación de Stan, debido a que no cantó en directo. En una entrevista con Cancan, Stan confesó: «las condiciones de mi aparición en Vocea României se discutieron previamente con los productores del programa, por lo que nadie debería haberse sorprendido de que hiciera playback». «Cherry Pop» también fue incluida en la lista de sus giras Unlocked Tour (2014) y Cherry Pop Summer Tour (2014).

## Formatos
- Descarga digital[26]

1. «Cherry Pop» – 3:11

- EP de remezclas de España[27]

1. «Cherry Pop» (DJ Kone & Marc Palacios radio edit) – 3:33
2. «Cherry Pop» (Geo Da Silva & Jack Mazzoni radio remix) – 3:15
3. «Cherry Pop» (CryDuom remix radio) – 3:13
4. «Cherry Pop» (DJ Kone & Marc Palacios remix) – 6:24
5. «Cherry Pop» (Geo Da Silva & Jack Mazzoni remix) – 4:17
6. «Cherry Pop» (CryDuom remix extended) – 4:06

## Personal
Créditos adaptados de las notas de Unlocked y The Collection.
| Créditos visuales - Ema Băniță – asistente de estilista - Mihai Codleanu – editor - Georgeta Nicoleta Cîmpeanu – maquillista, asistente de estilista - Irina Iancius – maquillista, asistente de estilista - Oana Imbrea – coordinadora de producción - Alex Iftimov – estilista, maquillista, guionista - Andra Moga – estilista. guionista - Khaled Mokhtar – director, director de fotografía, guionista - Laurent Morel – colorista - Emil Rengle – coreógrafo | Créditos de grabación y vocales - Grabado en Fonogram Studios en Bucarest, Rumania. - Mezcla e ingeniería de audio hecha en Hitfire Production en Upsala, Suecia. - Alexandra Stan – voz principal Créditos de composición y técnicos - Lukas Hällgren – compositor, productor - Erik Lidbom – compositor, productor - Alexandra Stan – compositora |

## Posicionamiento en listas
| Japón   | Japan Hot 100     | 64 |
| Rumania | Airplay 100       | 82 |
| Turquía | Number One Top 20 | 2  |

## Historial de lanzamiento
| Región  | Fecha                  | Formato          | Discográfica   |
| ------- | ---------------------- | ---------------- | -------------- |
| Rumania | 28 de mayo de 2014     | Descarga digital | Roton          |
| Japón   | 18 de junio de 2014    | Descarga digital | Victor         |
| España  | 22 de julio de 2014    | Descarga digital | Blanco y Negro |
| Italia  | 30 de julio de 2014    | Descarga digital | Ego            |
| España  | 2 de diciembre de 2014 | EP de remezclas  | Blanco y Negro |